# 渋野日向子
渋野 日向子（しぶの ひなこ、1998年〈平成10年〉11月15日 - ）は、岡山県岡山市出身の日本の女子プロゴルファーである。所属はサントリー。マネジメントは株式会社ゾーン。
アマチュア時代の登録上の表記は澁野 日向子。2019年の「AIG全英女子オープン」で日本人選手として樋口久子以来、42年ぶり2人目の海外メジャー優勝を果たした。血液型はAB型。

## 経歴

### アマチュア時代
陸上競技の投擲選手だった両親（父：砲丸投・円盤投、母：やり投）の下、三人姉妹の二女として生まれる。父親は岡山市水道局に勤務しており筑波大学出身。母親も同じ大学の1年後輩。
岡山市立平島小学校2年生の夏休みにゴルフと出逢い、その年の12月からは地元の平島スポーツ少年団に入団してソフトボールも始めた。ソフトボールでは投手となり、バッテイングはゴルフスイングとのバランスから左打ちに変えた。ゴルフでは2010年「岡山県ジュニアゴルフ選手権競技」（小学生・女子の部・高学年）で3位等の成績がある。
2011年に岡山市立上道中学校に進学、学校で唯一の女子選手として軟式野球部に入るが、同年「岡山県ジュニアゴルフ選手権競技」（中学生・女子の部）で優勝すると、中学2年生からゴルフ一本に絞った。その裏には軟式野球部の監督から「ゴルフ一本の方が良い」という助言があったからだという。その後「岡山県ジュニアゴルフ選手権競技」（中学生・女子の部）では、2012年、2013年も優勝し3連覇を果たす。
2014年に私立岡山県作陽高等学校（現在の作陽学園高等学校）へ進学、同年の「中国女子アマチュア選手権」で優勝。2015年「全国高等学校ゴルフ選手権大会」女子団体戦では同高校のメンバーとして出場し、大里桃子がいた熊本国府高等学校を抑えて優勝した。
高校卒業後の2017年、日本女子プロゴルフ協会（JLPGA）最終プロテストに進出、3日目までで14オーバーとなった為、最終日はプレー出来ずに終える。同年サードクォリファイングトーナメント（QT）B地区59位でファイナルに進めなかった。同年秋頃から青木翔に師事している。

### プロ転向後

#### 2018年
サードQT進出者の資格でTP単年登録者（後述のプロテスト合格まで）として、主にステップ・アップ・ツアーに出場。
主催者推薦競技会（マンデー）を経て同年唯一JLPGAツアーに出場した7月の「アース・モンダミンカップ」では、初日の9番ホールでホールインワンを達成して600万円を得た。
7月末のJLPGA最終プロテストに2度目の進出を果たし14位で合格。JLPGA90期生となる。
ファイナルQTで40位となり、翌シーズン前半戦のJLPGAツアー出場資格を得た。

#### 2019年
プロテスト合格後にゴルフ番組に出演したのが縁となり、2月からRSK山陽放送と所属契約を結ぶ。
5月のJLPGAツアー公式戦「ワールドレディスチャンピオンシップサロンパスカップ」において通算12アンダーで同ツアー初優勝、20歳178日での優勝は2015年チョン・インジ（大韓民国）の20歳273日を更新する大会史上最年少優勝となった。JLPGAツアー初優勝が公式戦となったのは史上13人目、日本人に限ると2016年「日本女子オープンゴルフ選手権競技」の畑岡奈紗に次いで8人目となる。公式戦優勝により翌シーズンから3年間のシード権を得た。
6月の「アース・モンダミンカップ」終了時点で年間獲得賞金ランキング（賞金ランク）3位に浮上し、8月の全米女子プロゴルフ協会（LPGA）ツアー「AIG全英女子オープン」への出場権を獲得する。
同年からの新設大会である7月のJLPGAツアー「資生堂 アネッサ レディスオープン」において、通算12アンダーで並んだイ・ミニョンとのプレーオフを制し、初代女王となり自身同ツアー2勝目をあげた。
海外初試合となった「AIG全英女子オープン」では、大会前の目標を「予選突破」としていた。しかしながら、初日と2日目は2位、3日目は2位に2打差の14アンダーで単独首位となる。最終日は、3番ホールで4パットを叩いてダブルボギー、その後11番ホール終了時点で前日終了時と同じ14アンダー、2組先でプレーしていたリゼット・サラスらに2打差の3位に後退するも、15番ホールで並び、最終18番ホールで約5mのバーディーパットを決め、通算18アンダーでLPGAツアー初出場初優勝をメジャー大会で飾った。日本人女子のメジャー優勝は、1977年「全米女子プロゴルフ選手権」を制した樋口久子以来42年ぶり、2人目の快挙。またLPGAメジャー大会初出場初優勝は、2014年「エビアン選手権」でキム・ヒョージュ（大韓民国）が達成して以来、史上2人目となった。さらに、プレー中にも笑顔を見せ、ファンと交流することから「スマイルシンデレラ」として国内外のゴルフファンやメディアから注目を集めた。直後の同年8月5日付女子ゴルフ世界ランキング（世界ランク）で32ランクアップの14位となった。
全英女子優勝後には、先輩プロの有村智恵、古閑美保等が所属するスポーツマネジメントエージェンシーの「ZONE」と契約、所属はRSK山陽放送のままマネジメントをZONEに委託することになった。
8月16日から開催されたNEC軽井沢72ゴルフトーナメントに出場。3日間のギャラリー数は2万1844人を記録し、同大会では2000年以降最多、2019年ツアー3日間大会で最多、公式グッズの『渋野日向子』タオルは会場オープンから1時間後に完売するなど「シブコ」フィーバーに沸いた。試合は最終日3日目の最終ホール、入れれば優勝のバーディーパットを外し、更に返しのパーパットも外す痛恨の3パットで優勝した穴井詩に1打及ばなかった。この日のテレビ視聴率はゴルフツアーとしては異例の12.3%と、2019年ツアーでは渋野の賞金女王がかかった最終戦リコー杯につぐ高視聴率となった。
9月の「日本女子プロゴルフ選手権大会コニカミノルタ杯」初日、5バーディ、3ボギーの70（パー72）で回り、6月の「ニチレイレディス」初日からの「国内試合における連続オーバーパーなしのラウンド数」を29とし、アン・ソンジュ（大韓民国）が2013年に記録したJLPGAツアー最長記録を更新した。
翌週の「デサントレディース東海クラシック」では、最終日に64を記録し通算13アンダーで優勝。最終日に8打差を逆転しての優勝は1998年の「東洋水産レディス北海道」の大場美智恵と並ぶJLPGAツアー史上2番目の記録、また出場24試合での獲得賞金1億円突破は畑岡奈紗に次いで日本人2番目の記録となった。直後の同年9月23日付世界ランクで自身最高位となる11位となった。
11月15日から開催された「伊藤園レディスゴルフトーナメント」で、カットラインに1打及ばず、3月の「アクサレディス in MIYAZAKI」以来国内26試合ぶりの予選落ちを喫した。その翌週の「大王製紙エリエールレディスオープン」では、最終日に66を記録し通算19アンダーで優勝。最終日同組で回った鈴木愛の4週連続優勝を阻むとともに、最終戦に賞金女王への望みを残した。
単独2位以上が賞金女王への条件となったJLPGAツアー最終戦「LPGAツアーチャンピオンシップリコーカップ」は、古江彩佳と共に2位タイで終える。
最終的に賞金ランク2位、メルセデスランキング1位となり、シーズンの自己採点を98点と評した。

#### 2020年
1月14日、サントリーホールディングスと所属選手契約を締結したことが発表された。これにより2020年シーズンよりサントリー所属選手として公式競技に出場することとなる。なお、それまでの所属先であったRSK山陽放送は、引き続きスポンサーとして渋野を支援するとしている。しかしこの年は新型コロナウイルスの世界的流行によりシーズン開幕が大幅に遅れた影響もあり、調子が一向に上がらない状態での戦いとなった。10月までの国内、海外でのツアー大会では思うような成績を挙げられなかったが、11月下旬の「大王製紙エリエールレディスオープン」5位、最終戦の「LPGAツアーチャンピオンシップリコーカップ3位と終盤になって復調ぶりを見せる。そして異例の12月開催となった第75回全米女子オープンでは3日目終了時点で単独首位に立つが、最終日にスコアを落として4位となりLPGAメジャー2勝目と米国本土初優勝を逸した。

#### 2021年

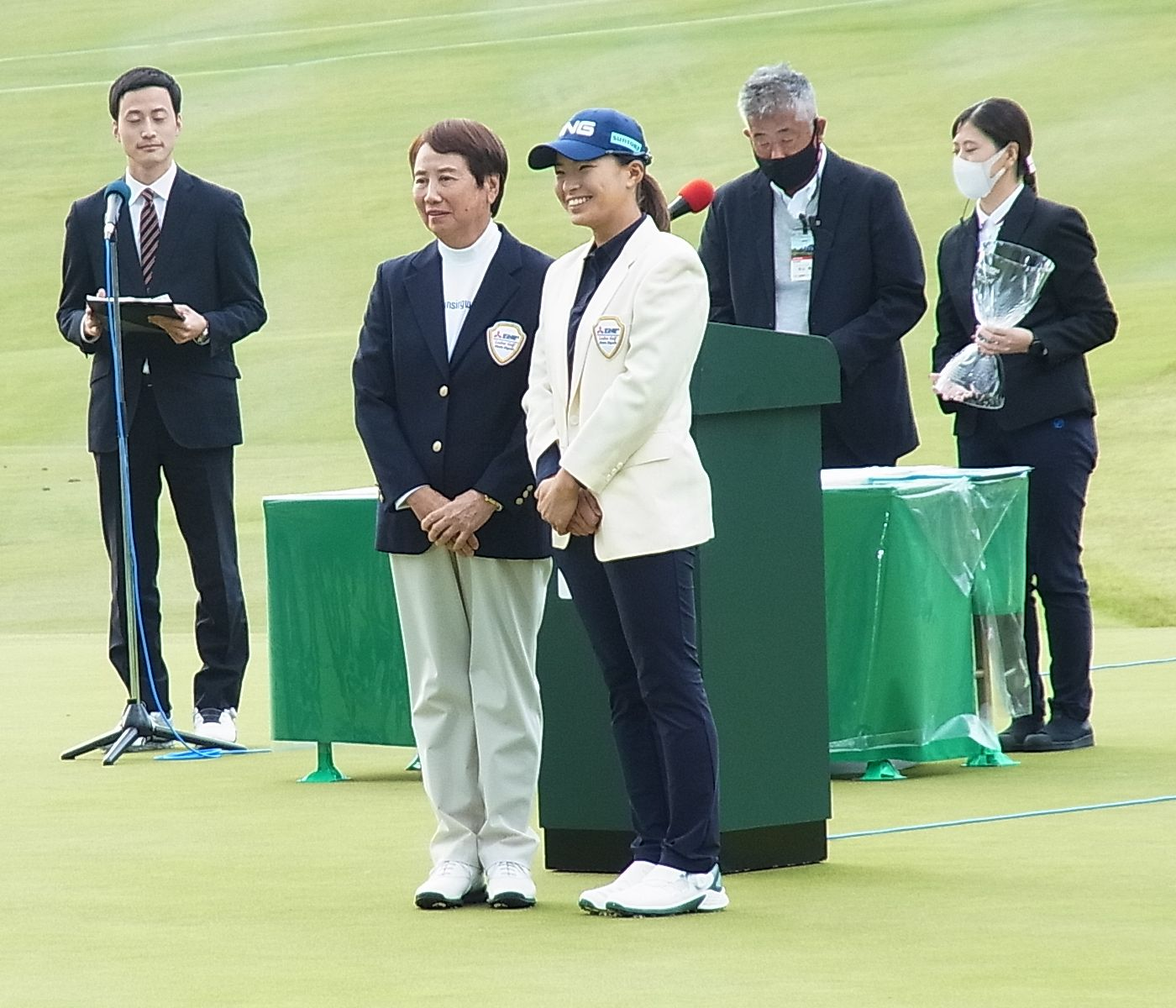
樋口久子 三菱電機 レディス ゴルフトーナメント
（2021年10月31日 武蔵丘ゴルフコース）

この年は年明けから取り組んだスイング改造がなかなかモノにならず、シーズン開幕から暫くは成績も低迷する状況が続いた。その中で挑戦した全英女子オープンでは、3日目前半でスコアを-7まで伸ばし一時は単独首位に浮上したものの、後半に4連続ボギーで同日終了時点で首位と5打差の18位に後退、最終日は最初の2ホールを連続バーディーでスタートしたものの、5バーディー4ボギー2ダブルボギーの出入りの激しいゴルフで同日75を叩き、通算-1の34位タイに終わった。
全英から帰国した後の秋口になると改造したスイングが安定してショットの精度が高まるとそれに比例してツアートーナメントでも上位に顔を出すようになり、そして10月上旬のスタンレーレディスゴルフトーナメントでは最終日に2打差の5位からスタートし、最終18番ホールでバーディーを奪って10アンダーとして首位に並んでホールアウト。勝敗はプレーオフ決着となり、2ホール目でバーディーを奪った後にペ・ソンウ（大韓民国）がバーディーパットを外し、2019年11月の大王製紙エリエールレディスオープン以来となる国内5勝目（プロ通算6勝目）を挙げた。その後、10月最終週の樋口久子 三菱電機レディスゴルフトーナメントでは最終日首位からスタートし、一時はペ・ソンウに逆転されて2打差をつけられる場面があったが最終ホールで追いついてプレーオフに持ち込み、1ホール目でイーグルを奪って今季2勝目（プロ通算7勝目）を挙げた。

## 受賞歴

### 2019年
- 日本ゴルフトーナメント振興協会（GTPA）[59][注 5]
  - ルーキー・オブ・ザ・イヤー
  - 特別賞
- LPGAアワード[60]
  - LPGA Mercedes-Benz Player of the Year
  - LPGA 資生堂ANESSA Beauty of the Year
  - メディア賞『ベストコメント』部門
  - LPGA輝き賞
- 岡山市民スポーツ栄誉賞[61]

## 選手としての特徴
2019年の「AIG全英女子オープン」では平均260ヤードを超えるドライバー飛距離を誇り、同大会最終日には本人もこれが勝因と語ったパー4の12番で自信を持って1オンを決めるなど、強気な姿勢でラウンドに臨む。また、スイングがダスティン・ジョンソンと似ており、本人もそれを認識している。

## 人物
- プロ仲間からのニックネームは以下の二つがある。
  - 一般にも広く伝わっているのは「シブコ」で、その命名者はかつての師匠である青木翔の門下で一緒に練習していた1年先輩の大出瑞月である[1]。
  - 後輩の西村優菜からは「ぴな姉」と呼ばれている[64]。
- 特技は書道で、幼少時より日本習字で習い、小学生年代に教えられる初等師範免許を取得したほどの技能を持つ[65]。
- 好きな駄菓子はよっちゃん食品工業の定番商品 「タラタラしてんじゃね〜よ」。「AIG全英女子オープン」最終日にプレイの合間に食べていたことが話題となり、製造元に問い合わせが殺到した[66]。柿の種の辛い味も大好物。
- EXILE、FANTASTICS from EXILE TRIBEの佐藤大樹のファンであることを公言しており、佐藤が渋野の全英オープン優勝を祝福するコメントを出した際には「優勝より、うれしいかもしれない」と表現した[67]。
- 大会期間中でもポケモンのピカチュウのヘッドカバーを愛用していることで知られている[68]。2019年12月中にはポケモンを全部クリアしたという発言も話題になった[69]。なお、一番好きなポケモンはイーブイと語っており[70]、イーブイの特注ヘッドカバーも持っている[71]。
- 「8」を「末広がり」を意味する言葉として好んでいる[72]。

## ソフトボールとの関係

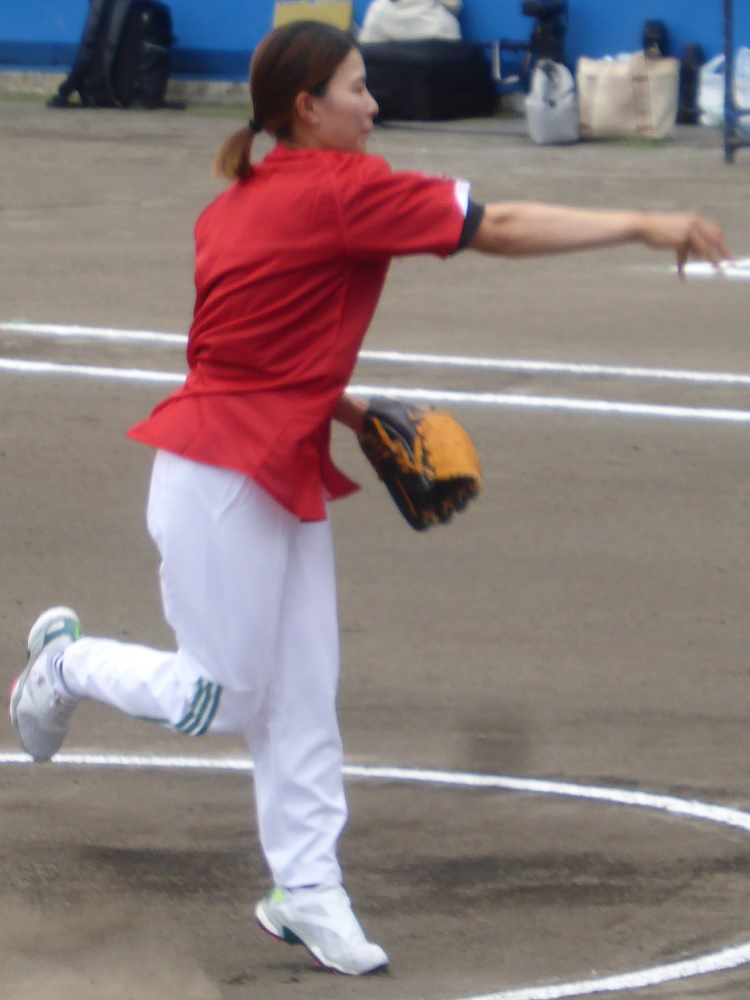
日米対抗ソフトボールでの始球式（2024年7月6日 富士山スタジアム）

自身が小学校2年生から6年生まで岡山市の平島スポーツ少年団でソフトボールに明け暮れていたことから、プロゴルファーとなった現在でもソフトボール競技の普及に尽力している。
- 2022年からシーズンオフを利用して、岡山県の小学生を対象にした「渋野日向子杯岡山県小学生ソフトボール大会」を主催[73]。優勝・準優勝チームには、かつて所属していた平島スポーツ少年団の関係者[注 6]に依頼して作製してもらった備前焼の特製メダルを贈呈している[74]。

- 同郷の原田のどかをはじめソフトボール日本代表関係者とも親交がある。2024年7月6日に静岡県の富士山スタジアムで開催された日米対抗ソフトボール2024の第2戦では、エビアン選手権に出場するためフランスに渡航する前日であったにもかかわらず始球式ゲストに駆けつけ、スムーズな投球フォームから剛球を披露した[75]。

## プロ優勝 (6)

### LPGAツアー (1)
| 勝数             |
| メジャー大会 (1) |
| ツアー (0)       |

| No. | 日時       | 大会                | スコア                 | 2位との差 | 2位（タイ）   |
| --- | ---------- | ------------------- | ---------------------- | --------- | ------------- |
| 1   | 4 Aug 2019 | AIG全英女子オープン | −18（66-69-67-68=270） | 1打       | Lizette Salas |

### JLPGAツアー (6)
| No. | 日時           | 大会                                               | スコア                | 2位との差  | 2位（タイ）                                  |
| --- | -------------- | -------------------------------------------------- | --------------------- | ---------- | -------------------------------------------- |
| 1   | 2019年5月12日  | ワールドレディスチャンピオンシップサロンパスカップ | −12 (71-68-66-71=276) | 1打        | ペ・ソンウ                                   |
| 2   | 2019年7月7日   | 資生堂 アネッサ レディスオープン                   | −12 (71-68-66-71=276) | プレーオフ | イ・ミニョン                                 |
| 3   | 2019年9月22日  | デサントレディース東海クラシック                   | −13 (69-70-64=203)    | 2打        | 上田桃子 濱田茉優 李知姫 テレサ・ルー 申ジエ |
| 4   | 2019年11月24日 | 大王製紙エリエールレディースオープン               | −19 (60-70-66-66=269) | 1打        | 鈴木愛                                       |
| 5   | 2021年10月10日 | スタンレーレディスゴルフトーナメント               | −10 (71-67-68=206)    | プレーオフ | 木村彩子 佐藤心結 ペ・ソンウ                 |
| 6   | 2021年10月31日 | 樋口久子 三菱電機レディスゴルフトーナメント        | −9 (69-68-70=207)     | プレーオフ | ペ・ソンウ                                   |

## LPGAメジャー戦績
| 大会                     | 2019 | 2020 | 2021 | 2022 |
| ------------------------ | ---- | ---- | ---- | ---- |
| シェブロン選手権         |      | T51  | CUT  | T4   |
| 全米女子オープン         |      | 4    | CUT  | CUT  |
| 全米女子プロゴルフ選手権 |      | T58  | T40  | WD   |
| エビアン選手権           |      | -    |      | CUT  |
| 全英女子オープン         | 1    | CUT  | T34  | 3    |

CUT = 予選落ち

WD = 棄権

T = 順位タイ

## CM
- パルグリーンゴルフクラブ（岡山県）（2019年）
- ピンゴルフジャパン（2019年 - ）
- Tポイント・ジャパン（2020年 - ）
- コムテック「ドライブレコーダー」（2020年 - ）
- サントリー（2020年 - ）